# 남원 실상사 수철화상탑비
남원 실상사 수철화상탑비(南原 實相寺 秀澈和尙塔碑)는 대한민국 전북특별자치도 남원시 산내면, 실상사에 있는 남북국 시대 신라의 수철화상의 탑비이다. 1963년 1월 21일 대한민국의 보물 제34호로 지정되었다.

## 개요
실상사에 위치한 수철화상의 탑비이다.
수철화상은 통일신라 후기의 승려로, 본래 심원사에 머물다가 뒤에 실상사에 들어가 수도하였다. 진성여왕 7년(893) 5월 77세로 이 절에서 입적하자 왕이 시호와 탑명을 내렸다고 한다. 비문에는 수철화상의 출생에서 입적까지의 행적과 사리탑을 세우게 된 경위 등을 기록하고 있다. 그는 실상사에서 입적하였으나 심원사의 승려이었기 때문에 비문에는 ‘심원사수철화상’으로 적고 있다. 비문을 짓고 쓴 사람은 알려져 있지 않으며, 마멸과 손상이 심한 편이다.
탑비의 형식은 당시의 일반적인 탑비 형식과는 달리 거북모양의 받침돌 대신 안상(眼象) 6구를 얕게 새긴 직사각형의 받침돌을 두어 그 위로 비를 세웠다. 비를 꽂아두는 비좌(碑座)에는 큼직한 연꽃을 둘렀다. 머릿돌에는 구름 속에 용 두마리가 대칭하여 여의주를 다투는 듯한 모습이 조각되어 있고 그 앞면 중앙에는 ‘능가보월탑비’라는 글이 새겨져 있는데, 조각수법이 형식적이고 꾸밈이 약화된 경향이 뚜렷하다.
비의 건립 연대는 효공왕(재위 897∼912)대로 추정되고, 글씨는 당대를 전후하여 성행한 구양순체를 따랐다.

## 현지 안내문
이 비석은 통일신라 진성여왕 7년(893) 수철스님이 세상을 떠나자 옆에 위치한 부도탑과 함께 세운 것이다. 비석은 높이 2.9m로 비머리에는 구슬을 다루는 용을 조각하였다. 실상사를 처음 세운 옹척(洪陟)스님의 제자인 수철스님은 스승의 뒤를 이어 실상사를 유명사찰로 발전시키는데 크게 기여하였다. 비에는 수철스님이 태어나 불가에 귀의·득도하여 세상을 교화한 후 열반에 들기까지의 과정과 그를 기려 탑을 세운 경위를 차례로 적어 놓았다. 아쉽게도 현재는 글자가 거의 닳아 없어져 판독이 어렵다.

## 같이 보기
- 실상사

## 참고 자료
- 남원 실상사 수철화상탑비 - 국가유산청 국가유산포털